# Cosenza Calcio
Il Cosenza Calcio, meglio noto come Cosenza, è una società calcistica italiana con sede nella città di Cosenza. Milita in Serie C, la terza divisione del campionato italiano.
Fondato nel 1926 (sebbene la nascita del club sia tradizionalmente retrodatata al 1914, in occasione dell'esordio calcistico della polisportiva Fortitudo), cominciò a partecipare al campionato italiano di calcio nel 1927. Dal 1964 il Cosenza disputa le sue gare allo Stadio San Vito-Gigi Marulla, impianto capace di ospitare 20.987 spettatori.
Il Cosenza conta 26 partecipazioni al campionato di Serie B, categoria nella quale ha esordito nel 1946-1947 e nella quale ha colto il suo massimo risultato nel 1991-1992, piazzandosi al quinto posto in classifica. Nella sua storia il club si è aggiudicato un titolo di IV Serie nel 1958, una Coppa Anglo-Italiana nel 1983 e  una Coppa Italia Lega Pro nel 2015, divenendo la prima ed unica squadra calabrese ad aver vinto un trofeo nazionale. A livello giovanile ha vinto un Campionato nazionale Dante Berretti di Serie A-B nel 1992-93.
La FIGC colloca il Cosenza al 55º posto nella graduatoria della tradizione sportiva dei club ad essa affiliati. Inoltre il club figura al 34º posto nella classifica perpetua della Serie B.

## Storia

### Origini
Il calcio a Cosenza fu introdotto nel 1908. Dalla fusione di varie squadre locali nacque, il 1º marzo 1912, la SS Cosentina che si sciolse nello stesso anno, non prima di affrontare, il 10 marzo, la Juventus Catanzaro: 1-1 fu il risultato finale. l'11 novembre 1912 sorse una società polisportiva denominata SS Fortitudo, la quale ebbe come colori sociali prima il bianco e il nero e poi il verde; l'attività della sezione calcistica della Fortitudo era limitata alle sole partite amichevoli e a qualche torneo regionale. Il 23 febbraio 1914 si svolse la prima partita documentata della polisportiva; il match, disputato contro una rappresentativa catanzarese sul terreno di Piazza delle Armi, finì con il risultato di 1-1. Nel 1918 alcuni giovanissimi fondarono lo Sport Club Italia, ma nel 1920 ricomparve la Fortitudo, che nel medesimo anno vinse un triangolare tra squadre calabresi aggiudicandosi il titolo ufficioso di campione regionale.
Nel 1926, da dissapori tra i membri della Fortitudo, nacque il Cosenza Football Club, che adottò i colori rossoblù in onore del Genoa; di lì a poco tempo la Fortitudo uscì di scena. Il Cosenza FBC, migliore squadra della regione, cominciò a mettersi in evidenza anche contro compagini delle regioni limitrofe, ma nel 1928 fu costretto a trasformarsi, su direttiva politica del regime fascista, in Dopolavoro Sportivo Cosenza con maglia azzurra. Il DS Cosenza è primo nel Campionato di Terza Divisione 1927-1928, ma la mancata organizzazione al sud, da parte della FIGC, del campionato di Seconda Divisione del 1928-1929, ne impedisce la promozione. Intanto, nei primi mesi del 1929, le forze sportive cosentine, che non sopportano la sottomissione dello sport alla politica, rifondano il Cosenza rossoblù, stavolta con la denominazione Cosenza Sport Club.
Si hanno così due squadre a Cosenza ed entrambe partecipano al campionato di Terza Divisione 1928-1929 che si disputa nell'estate del 1929: prevale, a parità di punti, la squadra che rappresenta il regime che, nel frattempo, il 6 giugno 1929, viene trasformata in Associazione Sportiva Fascista Cosenza. La ASF Cosenza ottiene il diritto alla promozione in Seconda Divisione, ma resta in vita solo tre mesi; infatti l'ambiente sportivo cittadino, consapevole dei suoi limiti, in vista del nuovo impegnativo campionato, riesce a trovare un punto d'accordo e la ASF confluisce nel Cosenza Sport Club.

### Anni trenta e quaranta
Dalla stagione 1929-1930, con la novità della Serie A e Serie B a girone unico e della Prima e Seconda Divisione a carattere interregionale, il Cosenza Sport Club comincia a disputare i campionati nazionali, ottenendo il settimo posto che consente loro la promozione nella Prima Divisione meridionale allargata a due gironi. Prima dell'esordio in campionato la politica, in cambio della promessa costruzione del nuovo campo sportivo, impone l'utilizzo del colore azzurro Savoia che spicca nel gonfalone della città. La nuova maglia, tuttavia, non porta fortuna, visto che dopo dieci giornate la squadra è fanalino di coda con quattro punti, ma una vittoria in maglia rossoblù contro la capolista Salernitana risolleva i calabresi, che centreranno una salvezza insperata. Nel 1931 fu inaugurato il Campo Sportivo Città di Cosenza, che, dopo vari anni, assunse il nome di stadio Emilio Morrone, un giovane cosentino caduto, per un incidente di gioco, durante una gara.
Dalla stagione 1937-1938, con l'avvento del tecnico ungherese Otto Krappan, furono reclutati nuovi giovani talenti cosentini. Krappan si dimise nel dicembre 1938 per seri motivi familiari e fu rimpiazzato da un altro ungherese, Giovanni Vanicsek, proveniente dal Verona. Alla fine della stagione 1938-1939 il portiere cosentino Luciano Gisberti verrà ceduto alla Liguria, squadra genovese di Serie A: sarà il primo cosentino a militare in massima serie. Nel 1939-1940 trovarono spazio in squadra Massimo Mari e altri ragazzi scoperti in città da Krappan, tra cui Pasquale Lorenzon e il sedicenne Raffaele Bruno. Nel 1940 arriva a Cosenza Renato Vignolini, terzino di fama nazionale con alle spalle brillanti campionati nelle file della Fiorentina, Genoa e Modena. Nel 1940-1941 il riconfermato allenatore Hansel centra la salvezza senza problemi, mentre nel 1942-1943 coglie il terzo posto, completando il girone di ritorno senza sconfitte.

Il Cosenza stagione 1931-1932

Dopo la sospensione causata dallo scoppio della seconda guerra mondiale, la ripresa dell'attività agonistica a Cosenza sarà particolarmente laboriosa. Il periodo post bellico, infatti, è caratterizzato dall'indisponibilità dello stadio cosentino Città di Cosenza, del tutto occupato dalle baracche costruite nel corso del tempo per ospitare gli sfollati e i senza tetto del secondo conflitto. Solo dopo mille traversie i dirigenti riusciranno a far riprendere l'attività sportiva sul Campo militare di Via Roma. Lo stadio Città di Cosenza, invece, tornerà alla sua originaria destinazione solo dopo alcuni anni. La società assunse nel frattempo la denominazione di Associazione Sportiva Cosenza con allenatore/giocatore Vignolini. Alla ripresa dell'attività agonistica una parte dei cosentini decisero di lasciare il club.
La squadra così ridisegnata da Vignolini si attestò stabilmente nei quartieri alti della classifica, venendo promossa per la prima volta in Serie B grazie al secondo posto dietro il Leone Palermo. In quella particolare fase storica è il dirigente Carlo Leonetti che riesce a convincere l'italo-argentino Attilio Demaria (ex campione del mondo nel 1934 con la nazionale italiana allenata da Vittorio Pozzo) ad accettare il ruolo di allenatore-giocatore della formazione silana, impegnata per la prima volta nel campionato cadetto. Demaria è reduce dai campionati giocati nell'Internazionale (Ambrosiana Inter), dove ha per anni fatto coppia con Peppino Meazza. Il suo ingaggio di fatto rappresentò il vero "colpo" del Cosenza neo-promosso in serie B. Sotto le direttive di Demaria venne allestita una squadra valida e competitiva per il traguardo della salvezza, in cui erano solo quattro i reduci dell'annata precedente, ma nel girone d'andata la compagine calabrese incontrò varie difficoltà, per poi risollevarsi nel girone di ritorno e conseguire il traguardo prefissato, in virtù dell'undicesimo posto in graduatoria. Il bilancio fortemente positivo della prima stagione in Serie B trovò conferma nella crescita di una squadra giovanile, i Boys Demaria, ammessi alle finali nazionali di categoria.

Il Cosenza stagione 1946-1947.

Nel secondo campionato di Serie B, nel 1947-1948, la società provvide a confermare in blocco sia l'allenatore (Demaria) sia i giocatori della prima stagione (con l'eccezione del portiere Caruso, sostituito da Mari), combinandoli con nuovi innesti, ma la squadra, malgrado il decimo posto, non si assicurò la permanenza nella serie cadetta (garantita invece alle prime sette squadre in classifica, stante la riforma del campionato). Nel 1948-1949 il Cosenza di Guido Corbelli e poi dell'ungherese Kutic, che schierava Lino Begnini (con trascorsi in Serie A), si classificò al quinto posto, mentre l'anno dopo, sotto la guida di Vittorio Mosele, la squadra registrò dodici partite utili e si aggiudicò il titolo di campione d'inverno della Serie C girone D, per poi chiudere al primo posto a pari punti con il Messina. Nello spareggio disputato a Salerno il risultato, dopo i tempi supplementari, fu di 1-1. Al termine dell'incontro il portiere rossoblù Gisberti denunciò anche un tentativo di corruzione attuato dal presidente del Messina. Nella ripetizione dello spareggio, giocato a Como, i biancoscudati del Messina si affermarono per 6-1, guadagnando così la cadetteria.

### Anni cinquanta e sessanta
Ebbe così inizio una serie di peripezie alla ricerca della cadetteria. La presidenza fu assunta da Biagio Lecce e, successivamente da Carlo Leonetti. L'ingaggio del centravanti alessandrino Carlo Stradella assicurò una messa di reti, ma il campionato non si vinse e l'anno successivo, per la riforma dei campionati, il Cosenza fu retrocesso in quarta serie. Si ricorda una amichevole Cosenza-Inter del 22 dicembre 1954 terminata con la vittoria dei milanesi per 2 a 1. Seguirono anni bui durante i quali si avvicendarono molti allenatori: Piccaluga, Kutik, Lamberti, Andreis, Piacentini, ma i successi stentarono ad arrivare. Frattanto alla presidenza silana tornò alla ribalta il compianto Salvatore Perugini, già segretario del sodalizio rossoblù negli anni trenta. Nella stagione 1957-1958 il Cosenza, guidata dal bomber Mario Uxa (capocannoniere del campionato per 5 stagioni consecutive), ottenne la vittoria del girone dell'Interregionale Prima Categoria e conquistò il titolo di campione d'Italia di categoria, ex aequo col Mantova e lo Spezia. Nella stagione successiva (1958-1959) il Cosenza fu bruciato, sul filo di lana, dal Catanzaro terminando al secondo posto e stessa sorte fu riservata nel campionato 1959-1960 quando dopo un lungo dominio in vetta alla classifica, i rossoblù si arresero nelle ultime partite al Foggia e persero nuovamente la Serie B.

Il Cosenza stagione 1957-1958

Il Cosenza stagione 1960-1961.

Dopo la scomparsa del presidente Perugini, Lecce tornò al vertice della società. La squadra, affidata a di Julius Zsengeller, fu potenziata con alcuni giovanissimi, e tenne un passo ammirevole, cui tenne testa solo il Trapani, cedendo in dirittura d'arrivo. Al termine della stagione 1960-1961 il Cosenza fu promosso in Serie B. L'annata in cadetteria fu complicata: un arbitraggio infelice determinò incidenti nella gara contro il Modena, con conseguente pesante squalifica del campo, che era il vecchio Emilio Morrone. A Zsengeller subentrò Paolo Todeschini e giunse una sofferta salvezza. Nella stagione successiva (1962-1963), la squadra fu puntellata, ma riuscì a evitare la retrocessione solo perché il Novara venne penalizzato di 10 punti e retrocesso all'ultimo posto della classifica per illecito sportivo. La retrocessione della stagione 1963-1964 segnò la fine di un ciclo e la squadra venne, quasi totalmente rifondata. Dal 1964-1965 il club, intanto divenuto Associazione Sportiva Cosenza, giocò nel nuovo stadio San Vito, inaugurato il 4 ottobre 1964 in occasione di Cosenza-Pescara, terminata 2-1 con reti di Ciabattari e Campanini. Fallito l'immediato ritorno in Serie B nel 1965, per opera di una Reggina corsara, che espugnò quell'anno Cosenza in una partita decisiva davanti a 20 000 spettatori rossoblù, e ancora nel 1966, beffata sul traguardo dalla Salernitana, la squadra rossoblù per alcuni decenni non riuscì più a riemergere.

### Anni settanta e ottanta

Il Cosenza stagione 1974-1975

Seguirono alcune stagioni nelle quali il Cosenza stazionò nelle posizioni intermedie della graduatoria. Il Cosenza ripartì da Giusto Lodi, capitano di lungo corso, autentico pilastro della formazione rossoblù, mentre presidente era Mario Guido. La crisi societaria diventa sempre più grave: il fallimento era alle porte e l'amara retrocessione in Serie D della stagione 1973-1974 parve segnare l'epilogo della storia del sodalizio cosentino. Il campionato 1974-1975 inizia nel caos più assoluto. La panchina di Emilio Zanotti era precaria e instabile, ma la grande passione di un manipolo di sostenitori seppero trasformare quel campionato in una stagione trionfale. Con il pregevole record di 17 successi interni su altrettanti incontri disputati, il Cosenza sbaragliò la concorrenza vincendo facilmente il campionato con sette punti di vantaggio sull'accoppiata composta da Vittoria e Nuova Igea. Il ritorno in Serie C non fu, tuttavia, fortunato. Gli umori della folla non erano più gli stessi e le continue disillusioni generarono l'ennesimo episodio deprecabile: il 27 marzo 1977, in occasione dell'incontro Cosenza-Paganese, l'arbitro Sancini di Bologna e i suoi collaboratori furono linciati e i tifosi rossoblù, a causa della squalifica che ne conseguì, furono costretti a peregrinare lontani dal San Vito per un anno e mezzo.
Per la riforma dei campionati, la stagione 1978-1979 vide il Cosenza in Serie C2. La presidenza fu assunta da Osvaldo Siciliano, che aveva propositi di rilancio, ma il campionato fu vinto dai "cugini" del Rende.

Il Cosenza stagione 1982-1983

Nel campionato 1979-1980, Nedo Sonetti riportò il Cosenza in Serie C1 lanciando Perrotta e la solida coppia di difensori centrali Rocco-Reggiani. L'anno dopo il club subì la retrocessione sotto la guida di Pietro Fontana, cui fece seguito la promozione firmata da Renzo Aldi, ma la stagione 1981-1982 fu anno di grandi cambiamenti: dopo 37 anni di attività, con tanti successi e qualche delusione, l'A.S. Cosenza fu messa in liquidazione e al suo posto prese vita il Cosenza Calcio 1914 S.p.A. con presidente Vincenzo Morelli. Fu il risultato di un forte connubio tra imprenditori della città e l'amministrazione comunale tramite l'assessore Mario Romano e il sindaco Rugiero.
Sulla panchina del Cosenza si susseguirono Mujesan, De Petrillo, Ghio e Montefusco. In questi anni si affacciò in prima squadra Luigi Marulla, che diverrà il più rappresentativo calciatore della storia del Cosenza, primatista di presenze e reti di tutti i tempi. Vestiroono la maglia rossoblù calciatori dal passato glorioso e giovani promesse, tra cui Longobucco, Morra, Tivelli e Marino. L'esonero di Francesco Liguori, durante la stagione 1986-1987, determinò l'arrivo a Cosenza di Gianni Di Marzio, che legò il proprio nome alla storia del club silano.

Il Cosenza stagione 1984-1985.

Dopo aver conseguito il piazzamento utile per la disputa della Coppa Italia Professionisti (1986-1987), Di Marzio fu l'artefice, nel 1987-1988, della promozione in Serie B attesa per ben 24 anni, beneficiando di calciatori quali Simoni, Marino, Lombardo, Castagnini, Giovannelli, Galeazzi, Bergamini, De Rosa, Lucchetti, Urban, Padovano, oltre a Fantini, Montrone, Maniero, Del Nero, mentre il timone della presidenza era nelle mani dell'avvocato Giuseppe Carratelli.
Dopo la risalita in Serie B, Di Marzio abbandonò la panchina rossoblù e fu sostituito da Bruno Giorgi. La squadra ottenne numerose vittorie in trasferta, ma due episodi negativi costarono carissimo: il derby col Catanzaro al San Vito (0-0) in cui l'arbitro Pierluigi Pairetto annullò un gol regolare all'ex di turno Vittorio Cozzella a due minuti dal termine, gara a cui seguirono incidenti tra le forze dell'ordine di una parte dei 20 000 tifosi presenti al San Vito, e il palo colpito da Lombardo nello scontro diretto con l'Udinese di Marco Branca e Odoacre Chierico, che costò la promozione in Serie A. Tra i protagonisti di quel campionato si ricordano Michele Padovano, Maurizio Lucchetti, Luigi De Rosa e Alberto Urban. Alla fine di quella stagione il Cosenza risultò la squadra con il maggior numero di vittorie, diciassette. Concluse al sesto posto in graduatoria con 44 punti, a un punto dal terzo e dietro la Reggina e la Cremonese, anch'esse a 44 punti ma con la classifica avulsa favorevole nei confronti dei silani. L'introduzione, avvenuta proprio quell'anno, della discriminante degli scontri diretti al posto della differenza reti impedì pertanto ai rossoblù di disputare gli spareggi per la Serie A. Il 1989 fu l'anno anche della misteriosa morte dell'ex calciatore del Cosenza Donato Bergamini, a cui oggi è intitolata la curva sud dello stadio San Vito.

Il Cosenza stagione 1987-1988, promosso in Serie B

### Anni novanta e duemila
Dopo una tribolata salvezza nel campionato di Serie B 1989-1990, quello successivo 1990-1991, comincia anche peggio e alla fine si risolverà con una grande bagarre in coda: ben 9 squadre in 2 punti. La squadra silana, guidata inizialmente da Giovanni Di Marzio viena affidata dopo 8 giornate a Edoardo Reja, che ottiene la salvezza dopo lo spareggio di Pescara con la Salernitana, deciso da un gol di Marulla nel primo tempo supplementare, grazie al sostegno dei 7.000 sostenitori cosentini al seguito.. Nel campionato 1991-1992, confermata l'ossatura della squadra, il Cosenza alla 35ª giornata raggiunge l'Udinese che si trova in quarta posizione, quella che garantirebbe la promozione in serie A.  Alla penultima giornata si trovano entrambe a 42 punti. I calabresi giocano a Lecce, ma nonostante i tifosi si presentino in Puglia in 15.000 la notizia del vantaggio dell'Udinese sul campo di un già promosso Ancona, fa in modo che i rossoblù si sbilancino alla ricerca del gol del vantaggio. All'81' invece arriverà la doccia fredda di Maini. La squadra di casa otterrà la salvezza, l'Udinese verrà promossa in serie A lasciando i silani al quinto posto.

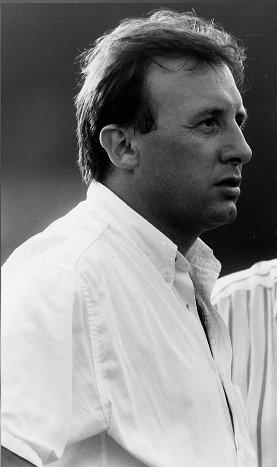
Alberto Zaccheroni allenò il Cosenza nel campionato di Serie B 1994-1995.

Il 1º ottobre 1992 Cosenza sportiva ripiombò nel lutto per la morte del centrocampista Massimiliano Catena, che perse la vita a 23 anni in un incidente stradale, quattro giorni dopo aver realizzato il suo ultimo gol con la maglia del Cosenza. Oggi la curva nord dello stadio San Vito porta il suo nome.
Dopo la partenza di Reja e di alcuni protagonisti dell'annata 1991-1992, la squadra non riuscì a replicare l'exploit. Nel 1992-1993 esordì il centrocampista Fiore, prodotto del vivaio rossoblù, che spiccò il volo verso i vertici del calcio italiano e della nazionale, mentre nel 1994-1995 il Cosenza di Alberto Zaccheroni, nonostante la penalizzazione di nove punti in classifica, riuscì a salvarsi con largo anticipo, arrivando a toccare le soglie della promozione in Serie A a fine marzo sospinto dalla vena realizzativa di Marco Negri, autore di ben 19 reti. La stagione 1996-1997, segnata da due avvicendamenti in panchina, si chiuse con la retrocessione dei calabresi in Serie C1, avvenuta negli ultimi minuti di gioco dell'ultima giornata di campionato. Alla fine della stagione lasciarono il Cosenza due bandiere del club: Luigi Marulla e Luigi De Rosa.

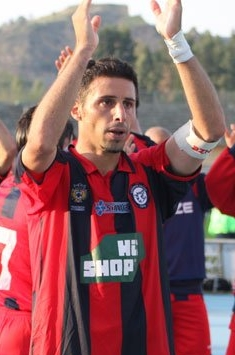
Aniello Parisi con la maglia del Cosenza ha vinto tre campionati: Serie C1 1997-1998, Serie D 2007-2008 e Lega Pro Seconda Divisione 2008-2009

La retrocessione fu prontamente riscattata dall'immediata promozione nella stagione successiva (1997-1998) sotto la guida di Giuliano Sonzogni, dopo una lunga cavalcata che vide il Cosenza sempre in testa al campionato dalla prima giornata. Seguì una salvezza sofferta, giunta all'ultima giornata del campionato cadetto 1998-1999, malgrado un inizio di Serie B di tutt'altro tenore e le ottime prestazioni in Coppa Italia, dove i silani uscirono ai sedicesimi di finale con i futuri vice-campioni d'Italia della Lazio.

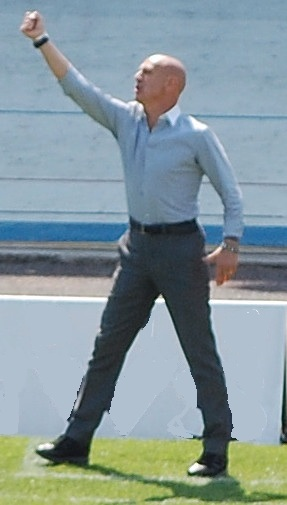
Giuseppe Sannino allenò il Cosenza FC nel campionato di Serie D 2004-2005

Il Cosenza disputò poi altri quattro campionati di Serie B, occupando il primo posto per nove settimane e mezzo nel 2000-2001, per poi vedere sfumare la promozione nella parte conclusiva del girone di ritorno, a vantaggio del Chievo di Delneri, con i lupi che a 12 minuti dal termine vincevano 1-0 (gol di Adriano Fiore), ma poi subirono la rimonta e il sorpasso dei veneti che conquistarono la Serie A. In questi anni vestirono la maglia del Cosenza calciatori quali Lentini, Strada, Zampagna, Altomare, Giandebiaggi, Savoldi, Silvestri, Maldonado. Nel 2002-2003 il calcio cosentino visse una annus horribilis, con la cancellazione del club, alla fine della stagione, da tutti i campionati professionistici dopo quasi novant'anni di storia.
A seguito della radiazione del club dal panorama calcistico italiano, l'allora sindaco di Cosenza Eva Catizone diede vita a un progetto di rinascita del calcio rossoblù, assieme all'assessore allo sport Vincenzo Gallo. Tutta la città si strinse attorno all'iniziativa e così il 5 agosto 2003 venne fondato il Cosenza Football Club S.r.l., successivamente ammesso in Serie D a seguito dell'acquisizione del titolo del Castrovillari. Presieduta dallo stesso sindaco, la squadra, guidata in campo da 
Gigi Lentini, dopo tre cambi di allenatore ottenne la settima piazza sotto la guida tecnica di Luigi Marulla. Intanto, nell'estate del 2004, il Cosenza Calcio 1914 S.p.A. fu riammesso in Serie D dopo una sequela di ricorsi alla giustizia ordinaria. Per la prima volta, quindi, la città di Cosenza avrebbe avuto due squadre cittadine nello stesso campionato, situazione che divise la tifoseria creando malumori e dissidi tra le due società. Inoltre il Cosenza F.C. e il Cosenza Calcio 1914 disputarono entrambe un campionato anonimo, chiudendo rispettivamente in ottava e nona posizione. Passarono per il San Vito numerosi giocatori e molti allenatori, Giuseppe Sannino, Giacomo Modica e infine Antonio Aloi per il Cosenza F.C. e le bandiere Luigi De Rosa e Luigi Marulla per il Cosenza Calcio 1914. Il punto più basso della storia del calcio cosentino si ebbe durante l'inedito derby, in cui la tifoseria tornò compatta allo Stadio per contestare lo svolgimento di un'umiliante stracittadina, interrompendo la partita con un'invasione. Tuttavia, tale imbarazzante situazione di "convivenza" durò appena un anno.
Il Cosenza Calcio 1914, infatti, fallì definitivamente nel 2005 e il Cosenza F.C., assurto al ruolo di prima e unica squadra cittadina, cambiò denominazione in Associazione Sportiva Cosenza Calcio. Mancata la promozione ai play-off nel 2005-2006 e nel 2006-2007, al culmine di una crisi finanziaria molto profonda, nel luglio 2007 il club annunciò di rinunciare all'iscrizione. Pertanto anche l'A.S. Cosenza Calcio si avviò al fallimento e sparì dal panorama calcistico nazionale.

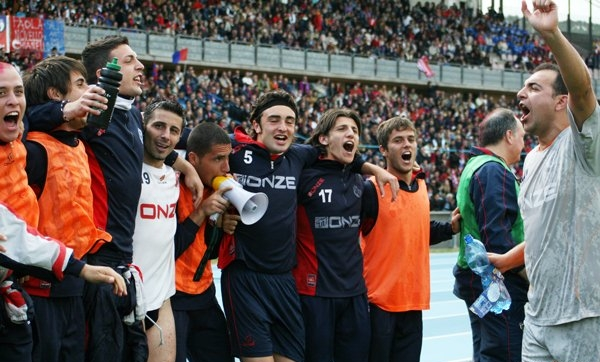
I calciatori in festa per la vittoria del campionato di Serie D 2007-2008

Nella stagione 2007-2008 la società Rende F.C. cambiò la propria denominazione sociale in Fortitudo Cosenza s.r.l. e si iscrisse al campionato di Serie D.

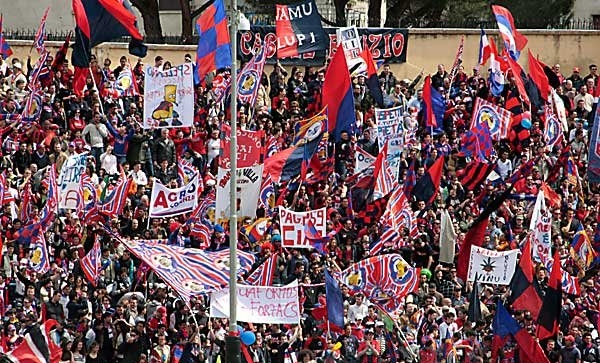
La curva del Cosenza Calcio 1914 in una gara della stagione 2008-2009.

Con un organico composto da alcune vecchie glorie del Cosenza Calcio 1914 e da un gruppo di cosiddetti "under", nel 2007-2008 la Fortitudo Cosenza, allenata da Domenico Toscano, disputò un'ottima annata e ottenne la promozione alla penultima giornata nello scontro diretto contro il Bacoli Sibilla, di fronte a 18 000 spettatori. Il 30 maggio 2008 la Fortitudo Cosenza acquistò il marchio del vecchio Cosenza Calcio 1914 e assunse, conseguentemente, la medesima denominazione. Il Cosenza Calcio 1914 vinse poi il girone C del campionato di Lega Pro Seconda Divisione 2008-2009, conseguendo la seconda promozione consecutiva.

### Anni duemiladieci e duemilaventi
Rinforzata dagli innesti di Stefano Fiore e dell'esperto attaccante Raffaele Biancolino, nel 2009-2010 la squadra deluse le attese. L'anno dopo, a seguito di quattro cambi tecnici e una stagione segnata da una penalizzazione di 6 punti per inadempienze economiche, retrocesse in Lega Pro Seconda Divisione. La società, a causa dei gravi problemi economici, non venne iscritta al campionato di Lega Pro Seconda Divisione e si avviò verso il fallimento, dichiarato il 11 settembre 2013 con la radiazione dalla FIGC per fallimento.

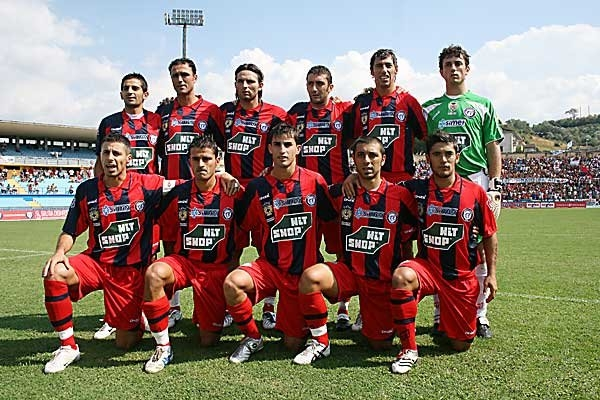
Una formazione del Cosenza stagione Lega Pro Seconda Divisione 2008-2009

Nell'estate del 2011 fu costituita una nuova società, la Nuova Cosenza Calcio S.r.l., presieduta da Eugenio Guarascio. La società si presentò al pubblico con un nuovo logo, un autentico segno di rottura rispetto alla travagliata storia recente del Cosenza Calcio.
Iscritta al campionato di Serie D per la stagione 2011-2012, la Nuova Cosenza Calcio si piazzò seconda nel girone I, qualificandosi per la fase play-off, che vinse, ma il successo non valse il ripescaggio in Lega Pro Seconda Divisione a causa del blocco dei ripescaggi. Nel 2012-2013 la squadra ottenne nuovamente il secondo posto nel girone I della Serie D, qualificandosi per la fase play-off, dove si arrese agli ottavi di finale.
Il 5 agosto 2013, grazie al buon piazzamento nella graduatoria dei ripescaggi in quanto vincitrice dei play-off del girone I, il Cosenza ritornò nel campionato professionistico di Lega Pro, dopo due stagioni.
La stagione 2013-2014 nel girone B della Lega Pro Seconda Divisione iniziò con la presentazione del nuovo logo societario, in omaggio al centenario della prima partita della SS Fortitudo. Nonostante un calo nelle ultime quattro giornate del campionato 2013-2014, il Cosenza ebbe accesso alla Lega Pro Unica; nel 2014-2015 il Cosenza di Giorgio Roselli ottenne la salvezza e si aggiudicò per la prima volta Coppa Italia Lega Pro, superando il Como sia nella finale di andata (1-4) sia in quella di ritorno (1-0) al San Vito, davanti a circa 10 000 spettatori in festa. La vittoria rappresenta un primato sia per il club sia in ambito regionale, in quanto è il primo trofeo nazionale a comparire nella bacheca di un club calabrese.
Dopo aver disputato un ottimo campionato e aver visto svanire l'ingresso nei play-off nella stagione 2015-2016 a causa di una flessione nel finale di campionato, nella stagione 2016-2017 il Cosenza ebbe accesso ai play-off, dove uscì ai quarti di finale. Nel 2017-2018, sotto la guida del subentrato Piero Braglia, il club cosentino, per altro spintosi sino alle semifinali della Coppa Italia Serie C, ottenne la quinta piazza in campionato, poi eliminò tutte le avversarie nei play-off fino a giungere a disputare la finale per la promozione in Serie B. Contro il Siena, allo stadio Adriatico di Pescara, spinto da 11 000 tifosi cosentini, il club rossoblù prevalse con il risultato di 3-1, ritornando così nella serie cadetta dopo quindici anni.
Nella stagione 2018-2019, malgrado un inizio complicato, il sodalizio cosentino conseguì la salvezza con il decimo posto, arrivando a sfiorare persino l'ingresso nei play-off per la promozione in Serie A, che alla fine del campionato distarono appena quattro punti. Rivoluzionata pesantemente nella stagione seguente, la squadra faticò nella successiva annata di serie cadetta, ma riuscì a conservare la categoria con ben cinque vittorie nelle ultime cinque partite del campionato, sotto la guida del cosentino Roberto Occhiuzzi. Secondo uno studio della BBC, il Cosenza di Occhiuzzi risultò la migliore squadra d'Europa per media punti (2,2 a partita) nel post lockdown.
La tribolata stagione 2020-2021, ancora a porte chiuse per la pandemia di COVID-19, si chiuse con la retrocessione sul campo all'ultima giornata, dopo la sconfitta in casa del Pordenone, ma il club venne riammesso in Serie B dalla FIGC in seguito all'esclusione dalla serie cadetta del Chievo. Nel 2021-2022 la sofferta salvezza venne ottenuta ai play-out a spese del Vicenza e l'anno dopo, nella stagione 2022-2023, sempre ai play-out a spese del Brescia.
Nella stagione 2023-2024 la società rinforza la squadra, riportando a Cosenza l’attaccante Gennaro Tutino, che chiuderà al secondo posto la classifica marcatori della Serie B con 20 reti realizzate, record assoluto per un calciatore del Cosenza nel campionato cadetto.
Dopo un buon inizio con Fabio Caserta, tuttavia la squadra si smarrisce e finisce a ridosso della zona play-out. Il cambio in panchina con il ritorno di William Viali porta buoni risultati e il Cosenza si salva con due giornate di anticipo concludendo la stagione al nono posto, a quattro punti di distanza dalla zona play-off. Nella stagione seguente, complice anche una penalizzazione di quattro punti, si classifica all'ultimo posto che sancisce la retrocessione in Serie C, salutando la cadetteria dopo sette campionati consecutivi.

## Colori e simboli

### Colori

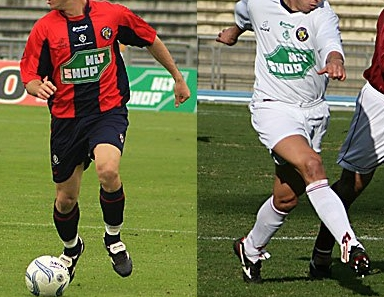
I completi 2007-2008

Agli albori del calcio cosentino, nel 1912, la Società Sportiva Fortitudo indossava una maglia bianca con scritta nera sul petto con il nome della squadra, pantaloncini e calzettoni neri, rimpiazzata in seguito da una maglia verde (o verde e blu inquartata secondo altra tradizione). L'odierno rossoblù viene varato con l'avvento del Cosenza Foot-Ball Club, nel 1926: i colori sociali vennero scelti in onore del Genoa, la più antica squadra italiana in attività e la prima a vincere uno scudetto.
La maglia da gioco è storicamente a strisce larghe verticali rosse e blu, con pantaloncini solitamente blu bordati di rosso. Solo molto raramente nel corso della sua storia il Cosenza ha mutato il disegno dei colori indossando maglie a strisce orizzontali, inquartate o a tinta unita (blu bordato di rosso o viceversa). Sotto il regime fascista, per un breve tempo la squadra giocò in divisa granata, e in completo azzurro nell'immediato dopoguerra.
Nella stagione 2010-2011 la maglia del Cosenza fu oggetto di curiosità per la sua ripartizione di colori mai vista nella storia delle maglie da calcio: la divisa era rossa sul davanti e blu sul retro. Una scelta fortemente innovativa che suscitò qualche polemica: secondo molti spettatori l'effetto visivo sul campo generava confusione, poiché dava l'idea che in campo "giocassero tre squadre".
A cavallo fra gli anni duemila e duemiladieci, la cura e la progettazione delle divise del Cosenza furono affidate all'agenzia Vircillo&Succurro, che garantiva il design unico dei template. Per la stagione 2012-2013 fu progettata una divisa ispirata al passato e celebrativa della bandiera dei calabresi Donato Bergamini, deceduto prematuramente. La divisa ispirandosi a un template utilizzato negli anni ottanta, doveva essere interamente rossa con la parte superiore e le maniche blu; a causa della rottura dei rapporti fra la società e l'agenzia di marketing tale progetto non fu mai realizzato. Altra controversia legata all'interruzione dei rapporti fra il Cosenza e l'agenzia Vircillo&Succurro fu la divisa celebrativa del centenario, che a causa di tale avvenimento fu realizzata artigianalmente, riscuotendo critiche da tutto l'ambiente.

### Simboli ufficiali

#### Stemma
Lo storico simbolo del Cosenza è il lupo della Sila che, nelle sue varie evoluzioni di natura grafica, ha caratterizzato nel corso dei decenni lo stemma societario. A partire dagli anni ottanta il lupo, inizialmente raffigurato di profilo, viene rappresentato con le fauci ben aperte. Dal 1994 al 2003 l'animale viene raffigurato con la bocca chiusa e sovrapposto a un pallone all'interno di un cerchio blu contornato da strisce rosse. Dal 2003 al 2013 il logo muta più volte ma in tutte le versioni è sempre presente la testa di lupo con le fauci aperte, già in uso negli anni ottanta.
Nel brand adottato nel 2008 si cerca di richiamare sia il logo degli anni ottanta sia quello degli anni novanta; a tal proposito il lupo è disegnato con le fauci aperte e viene sovrapposto a un pallone di calcio inserito all'interno di un cerchio blu contornato da sette strisce rosse, rappresentanti i sette colli che circondano il territorio della città di Cosenza. Nella stagione 2009-2010, in occasione del novantacinquesimo anno della storia del calcio cosentino, lo stemma viene circondato da una serie di allori dorati completati dalla dicitura "NOVANTACINQUE ANNI" e "2009".
Nell'estate del 2011 il sodalizio fallisce e riparte dalla Serie D. Il logo viene dunque rivoluzionato. Inizialmente verrà abbracciato da una pergamena recante la frase in latina Brutia me genuit (Bruzia mi fece nascere), che richiama la leggendaria figura di "Donna Brettia" o "Brutia", condottiera dei primi Bruzi, e la stirpe Bruzia in sé. Successivamente cambia totalmente, adottando una forma a scudo, classica, metà rosso e metà blu, sormontato da una pergamena con la dicitura "Cosenza Calcio"; più audace la modifica del lupo, che per la prima volta nella storia appare a figura intera: il disegno, stilizzato e moderno, lo ritrae semi accovacciato, mentre regge un pallone sotto una zampa.
In occasione del centenario della prima partita della SS Fortitudo, festeggiato nel 2014, il logo cambia nuovamente: ne risulta uno scudo classico a strisce strette verticali e alla testa di lupo stilizzata simile a quella utilizzata nel corso degli anni trenta; la pergamena sormontante riporta la scritta "century" e ha di lato una banda verdeblù a richiamare i colori della Fortitudo, una delle prime società calcistiche cosentine.
Con il ritorno in Serie B, il 27 giugno 2018 la società annuncia un lieve restyling del logo, da cui vengono eliminati i riferimenti al centenario, senza però intaccare la filosofia di base del disegno del 2014.

Il logo utilizzato dal Cosenza Calcio 1914 a partire dal campionato 1992-93 e fino al fallimento del 2003.
Il logo del Cosenza Football Club, utilizzato dal 2003 al 2005.
Lo stemma celebrativo del centenario della prima partita della SS Fortitudo (2014)
Lo stemma inaugurato dalla stagione 2013-14 in occasione del centenario e adottato fino alla stagione 2017-2018
Lo stemma adottato nel 2018

#### Inno
L’inno della squadra rossoblù è Magico Cosenza di Mario Gualtieri. Brano uscito nel 1982, viene abitualmente proposto allo stadio durante le partite del Cosenza.
Dalla stagione 2016-2017 la canzone dei Lumpen Sembra impossibile pubblicata nel 2015, viene riprodotta durante l’ingresso in campo delle squadre.

#### Mascotte
La mascotte del Cosenza Calcio è Denis, un lupo, simbolo della società, che indossa la classica divisa palata rossoblù. Presentata nel dicembre del 2009 in occasione del 95º anniversario della nascita del club, l'idea è stata curata dall'agenzia di marketing Vircillo&Succurro. Il nome fu scelto dai tifosi tramite un sondaggio online sul sito ufficiale e ricorda Donato Bergamini, il cui soprannome era Denis, calciatore del Cosenza e idolo della tifoseria rossoblù, deceduto prematuramente. In occasione del match interno contro la Reggiana del 21 febbraio 2010, la mascotte ha fatto il suo "esordio" allo stadio San Vito.
Nel 2013, per un breve periodo, prima delle partite casalinghe un lupo cecoslovacco, con sciarpa rossoblù al collo, faceva la sua comparsa sotto la curva Sud dello Stadio San Vito, occupata dai gruppi ultras. Tale gesto veniva considerato dalla società beneaugurante.

## Strutture

### Stadio

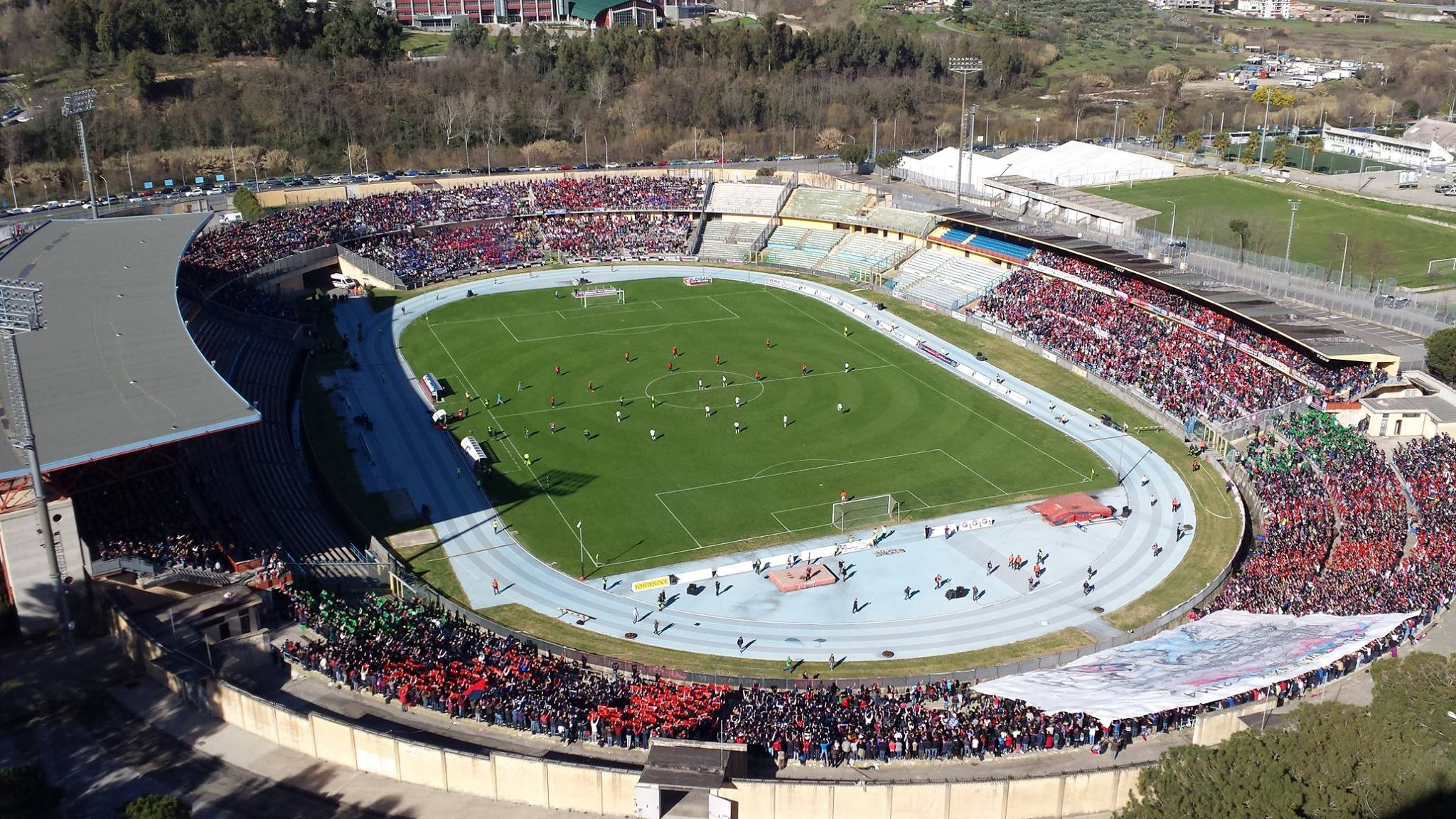
Stadio San Vito-Marulla durante il campionato 2013-2014

La Fortitudo non ebbe mai un vero e proprio campo da gioco. I primi terreni sui quali veniva praticato il gioco del foot-ball vennero arrangiati nella vecchia piazza Prefettura, piazza d'Armi e largo Busento, attiguo all'omonimo fiume ove spesso vi finivano accidentalmente i palloni. Con l'arrivo del Fascismo, la sede delle partite casalinghe della polisportiva bruzia si spostò in un terreno ubicato in contrada Muoio e successivamente al campo "Militare" di via Roma. Fu però con l'avvento del Cosenza FC nel 1926 che si fece pressante l'esigenza di aver a disposizione uno stadio vero e proprio; su iniziativa del podestà Tommaso Arnoni, un terreno attiguo al campo Militare venne indirizzato alla costruzione dell'opera. Sebbene incompleto, il nuovo impianto venne inaugurato il 28 ottobre 1931, con la denominazione di "Città di Cosenza". Per l'occasione venne disputata un'amichevole contro una rappresentativa napoletana, vinta dai padroni di casa per 2-1. Lo stadio subì ingenti opere di restyling nel 1936 e nel 1945, al termine della guerra. nel 1953 venne intitolato a Emilio Morrone, portiere cosentino scomparso prematuramente in uno scontro di gioco.
Agli albori della stagione sportiva 1964-1965, il "Morrone" venne abbandonato e il Cosenza si trasferì al nuovo Stadio San Vito, costruito nell'omonima contrada, sulla riva destra del torrente Campagnano. Il progetto principale fu redatto dall'ufficio tecnico comunale, su relazione dell'ing. Terenzio Tavolaro a partire dal 7 ottobre 1958, ma l'inizio dei lavori è datato 19 gennaio 1961. Il primo lotto delle opere, per un importo di 214 milioni, fu terminato dall'Impresa Vincenzo Gallo di Cosenza il 18 marzo 1963; mentre il secondo lotto, per un importo leggermente inferiore al primo, appaltato il 23 ottobre 1963, viene ultimato nel mese di luglio dell'anno successivo. Il progetto iniziale prevedeva la presenza di due tribune e una curva, che conferiva all'impianto una caratteristica forma a "ferro di cavallo". Le opere di restyling più ingenti avvennero nel 1983, con la dotazione dell'impianto di illuminazione, e nel 1993, con l'edificazione della curva nord che di fatto ne completò il perimetro.
Nel 2015 lo stadio è stato intitolato all'ex calciatore Gigi Marulla, storica bandiera del calcio cosentino scomparso il 19 luglio di quell'anno.

### Centro di allenamento
Il Cosenza si allena sui campi del "Real Cosenza" e del "Sanvitino Delmorgine".

## Società

### Organigramma societario
Dal sito internet ufficiale della società.
Di seguito l'elenco dei presidenti dall'anno di fondazione a oggi.
- Eugenio Guarascio - Presidente
- Luigi Micheli - Consulente
- Francesco Xausa - Segretario Generale
- Daniel Inderst - Responsabile Amministrativo
- carica vacante - Direttore Generale
- Fabio Lupo - Direttore Sportivo
- carica vacante - Team Manager
- Giovanni Folino - Responsabile Ufficio Stampa
- Marco Michelin - Digital&Social Media
- Fabrizio Perna - Digital&Social Media
- Andrea Napoli - Responsabile Marketing
- Teodoro Gioia - Responsabile Biglietteria

### Sponsor
Di seguito l'elenco dei fornitori tecnici e degli sponsor ufficiali.
| Cronologia degli sponsor tecnici - 1981-1985 Ennerre - 1985-1987 Adidas - 1987-1989 Degi - 1989-1992 ABM - 1992-1995 Asics - 1995-1997 Hummel - 1997-2000 Kappa - 2000-2002 Legea - 2002-2005 Sport Point - 2005-2007 Erreà - 2007-2012 Onze - 2012-2013 Macron - 2013-2022 Legea - 2022-2025 Nike - 2025- Adidas |

### Settore giovanile
Il Cosenza dispone di quattro squadre che prendono parte ai rispettivi campionati giovanili: Primavera 2, Under-17, Under-16 e Under-15.
Il maggior successo del settore giovanile cosentino è stata la conquista del Campionato nazionale Dante Berretti nella stagione 1992-1993. I giovani rossoblù conquistarono il torneo dedicato alle formazioni militanti in Serie A e Serie B; allora il format prevedeva che il torneo fosse diviso in due rami (Serie A-Serie B e Serie C1-Serie C2). Il Cosenza conta inoltre 5 partecipazioni al Torneo di Viareggio: nel 1993 fu eliminato al secondo turno, nel 1994 alla fase a gironi, nel 1996 al secondo turno, nel 1997 e nel 2003 agli ottavi di finale.
Negli anni quaranta il Cosenza disponeva di una formazione riserve chiamata "Boys Demaria", che fu propedeutica per la scoperta e la crescita di giovani calciatori cosentini che successivamente ebbero l'opportunità di giocare in prima squadra e nei campionati nazionali italiani. Tale formazione trasse il suo nome da Atilio Demaría, calciatore italo-argentino che vestì la maglia del Cosenza nel biennio 1946-1948.

### Sezione femminile
La sezione femminile del Cosenza è stata fondata nel 2021 partendo dal campionato di Eccellenza Calabria. Dopo essere arrivata prima nella stagione 2021-2022, la squadra silana è stata promossa in Serie C dove attualmente milita.

### Impegno nel sociale
Il Cosenza Calcio, fin dalla sua costituzione, ha intrapreso un percorso di iniziative socialmente utili. Nel marzo del 2010 le iniziative sono state volte a indirizzare un messaggio antirazzista: il 7 marzo, in occasione del match casalingo contro il Potenza, sono stati ospitati al San Vito 11 studenti di nazionalità cinese, nell'ambito del progetto di scambi socio-culturali "Il milione che favorisce l'intercultura internazionale e l'integrazione tra popoli"; Il 21 marzo successivo sono stati ospitati 20 bambini di etnia Rom, in prospettiva dello sgombero del campo Rom di Cosenza; Il 10 marzo si è invece svolta una partita tra il Cosenza e il Clandestino FC, una formazione composta da migranti cosentini, nell'ambito della manifestazione "Fiera Inmensa".
Nel novembre del 2014 i calciatori del Cosenza hanno realizzato, sullo sfondo dello Stadio San Vito, un calendario con i bambini down della sezione di Cosenza dell'Associazione Italiana Persone Down. L'iniziativa è stata patrocinata dal Comune bruzio, in occasione della giornata mondiale sulla sindrome di Down, e il ricavato delle vendite del calendario devoluto in beneficenza.
Nel febbraio del 2015 la società ha concesso l'ingresso gratuito a un match casalingo ai ragazzi frequentanti il circolo del PSE "Placido Rizzotto" di via Popilia, distrutto nei giorni precedenti da un incendio. Nell'agosto dello stesso anno, in seguito al violento alluvione abbattutosi sui comuni di Corigliano e Rossano, il Cosenza ha disputato un triangolare amichevole con le formazioni del Rende e della Paolana, nell'ambito dell'iniziativa "Dal Tirreno un assist per lo Jonio", allo scopo di devolvere l'incasso dello spettacolo alle popolazioni alluvionate.

## Diffusione nella cultura di massa
In ambito cinematografico, il Cosenza viene citato nel film Tifosi diretto da Neri Parenti e interpretato da Diego Abatantuono, Massimo Boldi, Christian De Sica, Enzo Iacchetti, Maurizio Mattioli e Nino D'Angelo.

## Allenatori e presidenti

### Allenatori
Di seguito l'elenco degli allenatori dall'anno di fondazione a oggi.
Di seguito l'elenco dei presidenti dall'anno di fondazione a oggi.
- 1926-1929 ...
- 1929-1930  Luigi Cava
- 1930-1931  Ratti (1ª-?ª)
 Angelo Benincasa (?ª-22ª)
- 1931-1932  Angelo Benincasa (1ª-?ª)
 Biagio Zoccola (?ª-30ª)
- 1932-1933  Mihály Balacics (1ª-?ª)
 Roberto Fagiani (?ª-22ª)
- 1933-1935  Afro De Pietri
- 1935-1936  Afro De Pietri (1ª-?ª)
 Sándor Peics (?ª-30ª)
- 1936-1937  Cesare Cassanelli
- 1937-1938  Otto Krappan
- 1938-1939  Otto Krappan (1ª-?ª)
 János Vanicsek (?ª-22ª)
- 1939-1941  Franz Hänsel
- 1941-1943  Renato Vignolini
- 1943-1945 Campionati sospesi
- 1945-1946  Renato Vignolini
- 1946-1948   Attilio Demaria
- 1948-1949  Guido Corbelli (1ª-?ª)
 András Kuttik (?ª-38ª)
- 1949-1951  Vittorio Mosele
- 1951-1952  Angelo Piccaluga (1ª-?ª)
 András Kuttik (?ª-34ª)
- 1952-1953  András Kuttik
- 1953-1954  Mario Andreis
- 1954-1955  Francesco Del Morgine (1ª-?ª) 
 Gyula Zsengellér (?ª-34ª)
- 1955-1956  Francesco Lamberti (1ª-?ª)
 Piccinini (?ª-34ª)
- 1956-1957  Renato Piacentini
- 1957-1958  Enzo Bellini
- 1958-1959  Gastone Prendato
- 1959-1960  Gastone Prendato (1ª-?ª)
 Mario Andreis (?ª-34ª)
- 1960-1961  Gyula Zsengellér
- 1961-1962  Gyula Zsengellér (1ª-22ª)
 Paolo Todeschini (23ª-38ª)
- 1962-1963  Paolo Todeschini
- 1963-1964  Paolo Todeschini (1ª-13ª)
 Francesco Del Morgine (14ª)
 Gianmarco Mezzadri (15ª-20ª)
 Gianmarco Mezzadri e  Paolo Todeschini (D.T.) (21ª-38ª)
- 1964-1965  Domenico Rosati
- 1965-1966  Francesco Del Morgine (1ª-?ª) 
 Oscar Montez (?ª-34ª)
- 1966-1967  Oscar Montez (1ª-?ª)
 Giancarlo Vitali (?ª-?ª)
 Egizio Rubino (?ª-34ª)
- 1967-1968  Egizio Rubino (1ª-?ª)
 Francesco Del Morgine (?ª-38ª)
- 1968-1969  Oscar Montez (1ª-?ª)
 Francesco Del Morgine (?ª-38ª)
- 1969-1970  Pietro Castignani
- 1970-1971  Tito Corsi (1ª-?ª)
 Francesco Del Morgine (?ª-?ª)
 Giusto Lodi (?ª-38ª)
- 1971-1972  Giusto Lodi (1ª-?ª)
 Francesco Del Morgine (?ª-38ª)
- 1972-1973  Giusto Lodi
- 1973-1974  Enzo Benedetti (1ª-?ª)
 Oscar Montez (?ª-38ª)
- 1974-1975  Emilio Zanotti
- 1975-1976  Washington Cacciavillani (1ª-?ª)
 Franco Pavoni (?ª-?ª)
 Sergio Codognato (?ª-38ª)
- 1976-1977  Umberto Mannocci (1ª-?ª)
 Franco Pavoni (?ª-38ª)
- 1977-1978  Giorgio Bozzato
- 1978-1979  Antonio Soncini (1ª-?ª)
 Rolando Gramoglia (?ª-34ª)
- 1979-1980  Nedo Sonetti
- 1980-1981  Pietro Fontana
- 1981-1982  Renzo Aldi
- 1982-1983  Lucio Mujesan (1ª-17ª)
 Lino De Petrillo (18ª-34ª)
- 1983-1984  Lino De Petrillo (1ª-15ª)
 Gian Piero Ghio (16ª-34ª)
- 1984-1985  Vincenzo Montefusco
- 1985-1986  Vincenzo Montefusco (1ª-27ª)
 Oscar Montez (28ª-34ª)
- 1986-1987  Francesco Liguori (1ª-17ª)
 Gianni Di Marzio (18ª-34ª)
- 1987-1988  Gianni Di Marzio
- 1988-1989  Bruno Giorgi
- 1989-1990  Luigi Simoni (1ª-15ª)
 Gianni Di Marzio (16ª-38ª)
- 1990-1991  Gianni Di Marzio (1ª-8ª)
 Edoardo Reja (9ª-38ª e spareggio)
- 1991-1992  Edoardo Reja
- 1992-1994  Fausto Silipo
- 1994-1995  Alberto Zaccheroni
- 1995-1996  Fausto Silipo (1ª-3ª)
 Bortolo Mutti (4ª-38ª)
- 1996-1997  Gianni De Biasi (1ª-15ª)
 Franco Scoglio (16ª-27ª)
 Gianni De Biasi (28ª-38ª)
- 1997-1998  Giuliano Sonzogni
- 1998-1999  Giuliano Sonzogni (1ª-12ª)
 Walter De Vecchi (13ª-35ª)
 Giuliano Sonzogni (36ª-38ª)
- 1999-2001  Bortolo Mutti
- 2001-2002  Luigi De Rosa (1ª-7ª)
 Emiliano Mondonico (8ª)
 Luigi De Rosa (9ª)
 Emiliano Mondonico (10ª-34ª)
 Luigi De Rosa (35ª-38ª)
- 2002-2003  Antonio Sala (1ª)
 Emiliano Mondonico (2ª)
 Antonio Sala (3ª-13ª)
 Emiliano Mondonico (14ª-22ª)
 Sandro Salvioni (23ª-29ª)
 Antonio Sala (30ª-38ª)
- 2003-2004[N 1]  Gregorio Mauro (1ª-?ª)
 Mario Russo (?ª-34ª)
- 2004-2005[N 2]  Giuseppe Sannino (1ª-?ª)
 Giacomo Modica (?ª-?ª)
 Antonio Aloi (?ª-34ª)
- 2005-2006  Luigi Marulla (1ª-?ª)
 Giacomo Zunico (?ª-34ª e play-off)
- 2006-2007  Giacomo Zunico (1ª-?ª)
 Pino Rigoli (?ª-34ª e play-off)
- 2007-2009  Domenico Toscano
- 2009-2010  Domenico Toscano (1ª-29ª)
 Ezio Glerean (30ª-34ª)
- 2010-2011  Domenico Toscano (giu.-lug.)
 Paolo Stringara (1ª-7ª)
 Mario Somma (8ª-20ª)
 Domenico Toscano (21ª-22ª)
 Luigi De Rosa (23ª-34ª e play-out)
- 2011-2012  Vincenzo Patania (1ª-18ª)
 Tommaso Napoli (19ª-34ª)
- 2012-2013  Gianluca Gagliardi
- 2013-2014  Roberto Cappellacci
- 2014-2015  Roberto Cappellacci (1ª-10ª)
 Giorgio Roselli (11ª-38ª)
- 2015-2016  Giorgio Roselli
- 2016-2017  Giorgio Roselli (1ª-20ª)
 Stefano De Angelis (21ª-38ª e play-off)
- 2017-2018  Gaetano Fontana (1ª-5ª)
 Piero Braglia (6ª-38ª e play-off)
- 2018-2019  Piero Braglia
- 2019-2020  Piero Braglia (1ª-23ª)
 Giuseppe Pillon (24ª-28ª)
 Roberto Occhiuzzi (29ª-38ª)
- 2020-2021  Roberto Occhiuzzi
- 2021-2022  Marco Zaffaroni (1ª-16ª)
 Roberto Occhiuzzi (17ª-23ª)
 Pierpaolo Bisoli (24ª-38ª e play-out)
- 2022-2023  Davide Dionigi (1ª-11ª)
 William Viali (12ª-38ª e play-out)
- 2023-2024  Fabio Caserta (1ª-29ª)
 William Viali (30ª-38ª)
- 2024-2025  Massimiliano Alvini (1ª-27ª)
 Pierantonio Tortelli e  Nicola Belmonte (28ª-31ª)
 Massimiliano Alvini (32ª-38ª)
- 2025-2026  Antonio Buscè

1. ↑  I dati sono inerenti al Cosenza FC. Il Cosenza Calcio 1914 è inattivo.
2. ↑  I dati sono inerenti al Cosenza FC. Sulla panchina del Cosenza Calcio 1914, riaffiliatosi alla federazione, si alternarono Luigi De Rosa, Luigi Marulla, Stefano Sanderra e nuovamente Marulla.

### Presidenti
Di seguito l'elenco dei presidenti dall'anno di fondazione a oggi.
- 1926-1929 ...
- 1929-1931  Icilio Bolletti
- 1931-1932  Tommaso Corigliano
- 1932-1933  Tommaso Corigliano
 Carlo Campagna
- 1933-1935  Carlo Campagna
- 1935-1937  Battista Santoro
- 1937-1943  Carlo Campagna
- 1943-1945 Campionati sospesi
- 1945-1947  Mario Morelli
- 1947-1948  Ferdinando Ugenti
- 1948-1949  Mario Morelli
- 1949-1950  Mario Morelli
 Giuseppe Carci
- 1950-1951  Ferdinando Ugenti e  Giuseppe Carci
- 1951-1953  Biagio Lecce
- 1953-1955  Arnaldo Clausi Schettini
- 1955-1960  Salvatore Perugini
- 1960-1964  Biagio Lecce
- 1965-1968  Francesco Guido
- 1968-1969  Francesco Guido
 Francesco Coscarella
 Giuseppe Carci
- 1969-1971  Giuseppe Carci
- 1971-1973  Mario Guido
- 1973-1974  Alberto Trotta
 Francesco Vetere
- 1974-1975  Alberto Trotta
- 1975-1976  Mario Guido
 Carmine Lepore
- 1976-1977  Mario Guido
 Osvaldo Siciliano
- 1977-1979  Osvaldo Siciliano
- 1979-1981  Elio Spadafora
- 1981-1982  Attilio Spadafora
 Biagio Aragona
- 1982-1985  Vincenzo Morelli,  Alessandro Lupinacci
- 1985-1987  Antonio Parise
- 1987-1988  Giuseppe Carratelli
- 1988-1989  Giuseppe Carratelli
 Antonio Serra
- 1989-1993  Antonio Serra
- 1993-1994  Antonio Serra
 Bonaventura Lamacchia
- 1994-1995  Bonaventura Lamacchia
 Paolo Fabiano Pagliuso
- 1995-2000  Paolo Fabiano Pagliuso
- 2000-2001  Settimio Lorè 
 Paolo Fabiano Pagliuso
- 2002-2004[N1 1]  Eva Catizone
 Bruno Stella
 Gaetano Intrieri
- 2004-2005[N1 2]  Algieri
 Falbo e  Cannella
 Gaetano Intrieri
- 2005-2006  Gaetano Intrieri
- 2006-2007  Gaetano Intrieri
 Mauro Nucaro
- 2007-2009  Damiano Paletta
- 2009-2010  Giuseppe Carnevale
- 2010-2011  Giuseppe Citrigno
 Paolo Fabiano Pagliuso
 Eugenio Funari
- 2011-oggi  Eugenio Guarascio

1. ↑  I dati sono inerenti al Cosenza FC. Il presidente del Cosenza Calcio 1914 fu Giuseppe Mazzotta.
2. ↑  I dati sono inerenti al Cosenza FC. Il presidente del Cosenza Calcio 1914 fu Padre Fedele Bisceglia.

## Calciatori

### Hall of Fame
Di seguito la Hall of Fame ufficiale del club, inaugurata nell'ottobre del 2016 in seguito all'installazione dei pannelli contenenti le gigantografie dei sottostanti calciatori nel tunnel dello Stadio San Vito-Gigi Marulla.

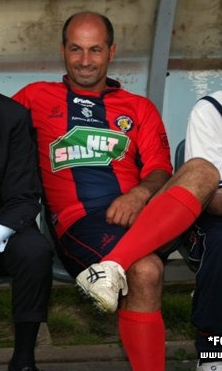
Gigi Marulla

- Alberto Aita (1978-1982, 1984-1986)
- Donato Bergamini (1985-1989)
- Raffaele Bruno (1938-1950)
- Cristian Caccetta (2014-2017)
- Renato Campanini (1963-1968)
- Alberto Canetti (1974-1979)
- Massimiliano Catena (1990-1992)
- Sergio Codognato (1970-1977)
- Giancarlo D'Astoli (1979-1982)
- Atilio Demaría (1946-1948)
- Francesco Del Morgine (1937-1939, 1941-1943, 1946-1952)
- Luigi De Rosa (1987-1993, 1994-1997)
- Giuseppe Faggio (1965-1967)
- Stefano Fiore (1992-1994, 2009-2011)
- Enrico Lattuada (1978-1981)
- Gianluigi Lentini (2001-2004)
- Agide Lenzi (1959-1963)
- Vincenzo Liguori (1977-1980)
- Giusto Lodi (1967-1972)

Denis Bergamini

- Pietro Maiellaro (1993-1994)
- Francesco Marino (1982-1993)
- Franco Marmiroli (1962-1966, 1967-1968)
- Luigi Marulla (1982-1985, 1989-1997)
- Stefano Morrone (1996-1998, 2002)
- Manolo Mosciaro (2004-2005, 2011-2015)
- Michele Padovano (1986-1990)
- Aniello Parisi (1997-1999, 2000-2003, 2007-2009, 2011-2013)
- Vanni Peressin (1972-1973)
- Santo Perrotta (1976-1978, 1979-1980)
- Alessandro Renzetti (1980-1984)
- Francesco Rizzo (1960-1961)
- Enzo Sartori (1958-1963)
- Luigi Simoni (1984-1989)
- Alberto Urban (1986-1989)
- Mario Uxa (1954-1959)
- Lino Villa (1974-1976)
- Antonio Vita (1966-1973)

### Contributo alle nazionali

#### Nazionale italiana

Michele Padovano con la nazionale italiana

Nessun calciatore italiano durante la sua militanza nel Cosenza ha mai giocato in nazionale maggiore. Nel maggio 2022, Giuseppe Caso è stato convocato dal CT Roberto Mancini per uno stage a Coverciano, divenendo così il primo giocatore del Cosenza ad essere convocato in nazionale maggiore. Pochi mesi dopo, Mancini convoca per un altro stage due ulteriori giocatori del Cosenza, Aldo Florenzi e Paolo Gozzi.
Tra i calciatori appartenuti al Cosenza che contano presenze in nazionale maggiore quando militavano in altri club, vi sono: il campione del mondo Atilio Demaría, Guido Corbelli, Francesco Rizzo, Gianluigi Lentini, Giorgio Venturin, Antonio Manicone, Francesco Statuto, Michele Padovano, Stefano Fiore, Cristiano Lucarelli e Marco Brescianini.

#### Altre nazionali
Diversi giocatori stranieri che hanno indossato la maglia rossoblù contano presenze in nazionale maggiore, quando militavano in altre squadre. Tra questi vi sono: Paulo da Silva e Rubén Maldonado per il Paraguay, Petăr Žabov e Antonio Vutov per la Bulgaria, Francisco Garaffa e Atilio Demaría per l'Argentina, Pavel Srníček per la Repubblica Ceca, Mark Edusei per il Ghana, Marius Stankevičius per la Lituania, Carlos Embalo per la Guinea-Bissau, Ricardo Frione per l'Uruguay, Precious Monye per la Nigeria, Achraf Lazaar per il Marocco, Christian Manfredini per la Costa d'Avorio, Massimo Margiotta per il Venezuela, Niklas Nyhlen per la Svezia, Florian Radu per la Romania, Mario Šitum per la Croazia, Emanuele Ndoj per l'Albania, Ayub Daud per la Somalia, Brayan Vera per la Colombia, Franck Kanouté per il Senegal e Idriz Voca per il Kosovo.
L'elenco che segue indica tutti i giocatori stranieri che contano almeno una presenza nelle proprie rispettive nazionali maggiori durante la loro militanza nel Cosenza.
- Mirko Palazzi
- Kastriot Dermaku
- Emmanuel Rivière
- Gianluigi Sueva
- Sauli Väisänen
- Andrea Hristov

Note: * In grassetto eventuali giocatori attualmente in forza al Cosenza.

## Palmarès

### Competizioni internazionali
- Coppa Anglo-Italiana: 1

1983

### Competizioni nazionali
- Coppa Italia Serie C: 1

2014-2015
- Scudetto Interregionale: 1

1957-1958

### Altre competizioni
- Serie C: 1

1960-1961 (girone C)
- Serie C1: 1

1997-1998 (girone B)
- Serie C2: 1

1979-1980 (girone D)
- Lega Pro Seconda Divisione: 1

2008-2009 (girone C)
- Campionato Interregionale: 1

1957-1958 (girone C)
- Serie D: 2

1974-1975 (girone I), 2007-2008 (girone I)

### Competizioni giovanili
- Campionato nazionale Dante Berretti: 1

1992-1993

### Altri piazzamenti
- Serie C:

Secondo posto: 1945-1946 (girone F), 1949-1950 (girone D), 1958-1959 (girone C), 1965-1966 (girone C)
Terzo posto: 1942-1943 (girone M), 1959-1960 (girone C)
Vittoria play-off: 2017-2018
- Serie C1:

Secondo posto: 1987-1988 (girone B)
- Serie C2:

Secondo posto: 1981-82 (girone D)
- IV Serie:

Secondo posto: 1954-1955 (girone I)
Terzo posto: 1955-1956 (girone I), 1956-1957 (girone I)
- Serie D:

Secondo posto: 2011-2012 (girone I), 2012-2013 (girone I)
Terzo posto: 2005-2006 (girone I)
Vittoria play-off: 2011-2012
- Coppa Italia Serie C:

Finalista: 2009-2010
Semifinalista: 2017-2018
- Supercoppa di Lega di Seconda Divisione:

Terzo posto: 2009
- Scudetto Serie D:

Finalista: 2007-2008

## Statistiche e record

### Partecipazioni ai campionati
| Livello | Categoria                           | Partecipazioni | Esordio   | Ultima stagione | Totale |
| ------- | ----------------------------------- | -------------- | --------- | --------------- | ------ |
| 2º      | Serie B                             | 26             | 1946-1947 | 2024-2025       | 26     |
| 3º      | Prima Divisione                     | 5              | 1930-1931 | 1934-1935       | 48     |
| 3º      | Serie C                             | 30             | 1935-1936 | 2025-2026       | 48     |
| 3º      | Serie C1                            | 8              | 1980-1981 | 1997-1998       | 48     |
| 3º      | Lega Pro Prima Divisione            | 2              | 2009-2010 | 2010-2011       | 48     |
| 3º      | Lega Pro                            | 3              | 2014-2015 | 2016-2017       | 48     |
| 4º      | Seconda Divisione                   | 1              | 1929-1930 | 1929-1930       | 14     |
| 4º      | Campionato Interregionale - 1ª Cat. | 1              | 1957-1958 | 1957-1958       | 14     |
| 4º      | IV Serie                            | 5              | 1952-1953 | 1956-1957       | 14     |
| 4º      | Serie D                             | 2              | 1974-1975 | 1977-1978       | 14     |
| 4º      | Serie C2                            | 3              | 1978-1979 | 1981-1982       | 14     |
| 4º      | Lega Pro Seconda Divisione          | 2              | 2008-2009 | 2013-2014       | 14     |
| 5º      | Serie D                             | 7              | 2003-2004 | 2012-2013       | 7      |

### Partecipazione alle coppe
| Competizione                            | Partecipazioni | Debutto   | Ultima stagione | Totale |
| --------------------------------------- | -------------- | --------- | --------------- | ------ |
| Coppa Italia                            | 41             | 1935-1936 | 2024-2025       | 41     |
| Coppa Italia Semiprofessionisti         | 8              | 1972-1973 | 1980-1981       | 24     |
| Coppa Italia Serie C                    | 9              | 1981-1982 | 2025-2026       | 24     |
| Coppa Italia Lega Pro                   | 7              | 2008-2009 | 2016-2017       | 24     |
| Supercoppa di Lega di Seconda Divisione | 1              | 2008-2009 | 2008-2009       | 1      |
| Coppa Italia Serie D                    | 6              | 2004-2005 | 2012-2013       | 6      |
| Scudetto Dilettanti                     | 1              | 2007-2008 | 2007-2008       | 1      |

### Statistiche di squadra

Il Cosenza stagione 1987-1988, promosso in Serie B

Con 26 stagioni in Serie B, il Cosenza è la seconda squadra con più partecipazioni al campionato cadetto tra quelle che non hanno mai raggiunto la massima serie, pur avendola sfiorata in più di un’occasione. Il miglior piazzamento di sempre in Serie B è il quinto posto del campionato 1991-1992. Mentre nella stagione 1988-1989, nonostante abbia chiuso il campionato con gli stessi punti di Reggina e Cremonese, fu escluso dallo spareggio per la promozione in Serie A a causa della classifica avulsa sfavorevole. La vittoria record in Serie B è datata 30 marzo 1947 contro il Perugia (6-0), mentre la vittoria record in trasferta risale al 27 luglio 2020 contro l’Empoli (1-5). La sconfitta con maggior gol di scarto in Serie B risale al 23 febbraio 1964 per mano del Brescia (6-0), invece la peggior sconfitta fra le mure amiche è avvenuta il 29 novembre 1998 contro il Pescara (1-5).
Per quanto riguarda le coppe nazionali, i Rossoblù hanno preso parte a 41 edizioni della Coppa Italia, raggiungendo il massimo risultato nelle edizioni 1990-1991, 1993-1994, 1996-1997, 1998-1999, 2000-2001,  2020-2021, conquistando i sedicesimi di finale, turno antecedente agli ottavi di finale. In bacheca hanno una Coppa Italia Lega Pro conquistata nel 2015 grazie al trionfo in finale contro il Como, divenendo l’unica squadra calabrese ad aver vinto un trofeo nazionale.
In ambito internazionale, nel 1983 il Cosenza si è aggiudicato una Coppa Anglo-Italiana, battendo il Wycombe in semifinale e il Padova in finale.

### Statistiche individuali

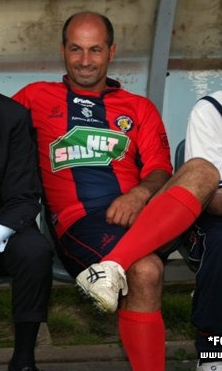
Luigi Marulla

Luigi Marulla detiene sia il record di presenze che il record di gol con la maglia del Cosenza, con 363 partite giocate (330 in campionato) e 104 reti (89 in campionato).
Il record di reti in un campionato di Serie B con la casacca dei Lupi appartiene a Gennaro Tutino, che nella stagione 2023-2024 ha realizzato 20 gol. Record che precedentemente apparteneva a Marco Negri per le sue 19 reti siglate nella stagione 1994-1995. Il record assoluto di reti realizzate in un campionato appartiene a Manolo Mosciaro, che nella stagione 2012-2013 ha realizzato 26 gol.
Di seguito i primatisti di reti e presenze con la maglia del Cosenza in tutte le competizioni, coppe incluse. In grassetto eventuali giocatori ancora in attività con il club calabrese.
Dati aggiornati al 10 maggio 2024.
| Record di presenze - 363 Luigi Marulla (1982-1985, 1989-1997) - 282 Luigi De Rosa (1987-1993, 1994-1997) - 281 Francesco Marino (1982-1993) - 265 Angelo Corsi (2014-2022, 2022-2023) - 260 Francesco Del Morgine (1937-1939, 1941-1943, 1946-1952) - 245 Aniello Parisi (1997-1999, 2000-2003, 2007-2009, 2011-2013) - 235 Antonio Vita (1966-1973) - 226 Ugo Napolitano (1988-1996) - 217 Sergio Codognato (1970-1977) - 206 Gianfranco Gagliardi (1967-1973) | Record di reti - 104 Luigi Marulla (1982-1985, 1989-1997) - 61 Manolo Mosciaro (2004-2005, 2011-2015) - 60 Agide Lenzi (1959-1963) - 59 Renato Campanini (1963-1968) - 52 Mario Uxa (1954-1959) - 44 Alfredo Capone (1940-1943, 1945-1947) - 44 Mario Polacchi (1946-1948, 1949-1952) - 44 Tomaso Tatti (1995-2000, 2001-2002) - 43 Gennaro Tutino (2017-2019, 2023-2024) - 37 Vincenzo Cosa (1998-1999, 2005-2006, 2007-2008) |

## Tifoseria

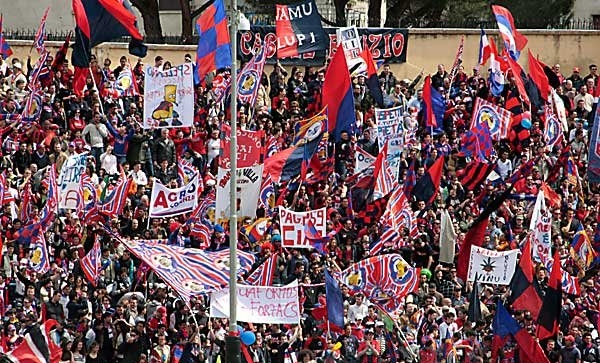
La Curva Sud “Bergamini” in una gara della stagione 2008-2009

La maggioranza dei sostenitori dei Lupi proviene dalla città, dai comuni della Valle del Crati e da tutto il territorio della provincia di Cosenza. Inoltre, considerata la folta presenza di emigrati calabresi nel resto d’Italia e del mondo, è grande il numero di tifosi della squadra cosentina presenti nelle altre regioni italiane (in particolare nel Settentrione) e all’estero: tra i club ufficiali di tifosi con sede all'estero vanno menzionati il Cosenza Club New York negli Stati Uniti d'America, il Cosenza Club Toronto in Canada, il Cosenza Club Melbourne  in Australia, il Cosenza Club Monaco di Baviera in Germania ed il  Cosenza Club Lachen in Svizzera.
Dal 2014, la tifoseria cosentina presenta una scissione del tifo organizzato, con gruppi ultras presenti sia in Curva Sud “Bergamini” sia in Curva Nord “Catena”.

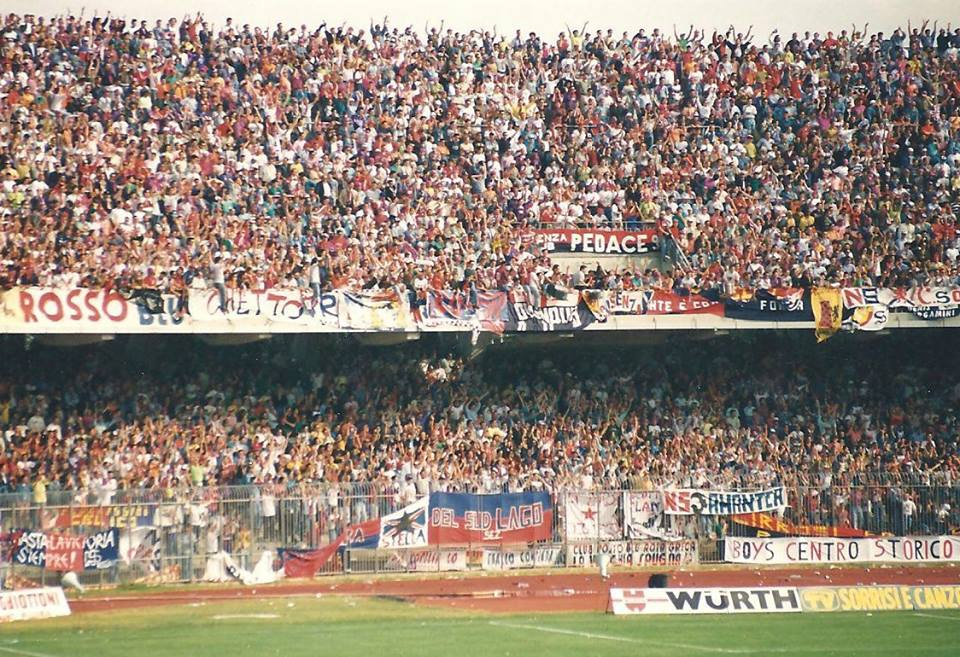
I tifosi del Cosenza in trasferta a Lecce nel 1992

### Gemellaggi e rivalità
Gli ultras cosentini sono gemellati con quelli della Casertana, del Casarano, del Genoa,, del Venezia e dell'Ancona.
Hanno inoltre rapporti d'amicizia con quelli dell'Atalanta, del Pordenone, del Bisceglie, del Pisa (in passato c’era un gemellaggio), del Crotone, del Lanciano, dell'Alessandria, della Carrarese, e con i tedeschi del St. Pauli e del Werder Brema.
Le rivalità maggiori sono verso i corregionali del Catanzaro, con il quale si disputa il Derby di Calabria, ed i rivali storici della Salernitana; in ambito regionale vi è rivalità anche con i tifosi della Reggina. Le altre rivalità più accese sono quelle con i tifosi del Lecce, del Brescia, del Verona, del Palermo, del Pescara, del Siena, e dell'Ascoli. Altre rivalità sono quelle verso i tifosi del Catania, del Bari, della Fiorentina, del Siracusa, del Barletta, dell'Avellino, del Foggia, del Taranto e della Sampdoria.

## Organico

### Rosa 2025-2026
Rosa aggiornata al 28 luglio 2025.
| N. |                   | Ruolo | Calciatore                  |
| -- | ----------------- | ----- | --------------------------- |
|    | Italia (bandiera) | P     | Thomas Pompei               |
|    | Italia (bandiera) | P     | Thomas Vettorel             |
|    | Italia (bandiera) | D     | Antonio Barone              |
|    | Italia (bandiera) | D     | Lucio Bonofiglio            |
|    | Italia (bandiera) | D     | Alessandro Caporale         |
|    | Italia (bandiera) | D     | Baldovino Cimino            |
|    | Italia (bandiera) | D     | Tommaso D'Orazio (capitano) |
|    | Italia (bandiera) | D     | Christian Dalle Mura        |
|    | Italia (bandiera) | D     | Manuel Ricciardi            |
|    | Italia (bandiera) | D     | Antonio Rocco               |
|    | Italia (bandiera) | C     | Gianmarco Begheldo          |
|    | Italia (bandiera) | C     | Edoardo Contiero            |
|    | Italia (bandiera) | C     | Aldo Florenzi               |

| N. |                           | Ruolo | Calciatore           |
| -- | ------------------------- | ----- | -------------------- |
|    | Italia (bandiera)         | C     | Mario Gargiulo       |
|    | Italia (bandiera)         | C     | Luca Garritano       |
|    | Costa d'Avorio (bandiera) | C     | Christian Kouan      |
|    | Grecia (bandiera)         | C     | Chrīstos Kourfalidīs |
|    | Italia (bandiera)         | C     | Diego Ragone         |
|    | Italia (bandiera)         | C     | Andrea Rizzo Pinna   |
|    | Italia (bandiera)         | C     | Thomas Silvestri     |
|    | Italia (bandiera)         | A     | Alessandro Arioli    |
|    | Italia (bandiera)         | A     | Simone Mazzocchi     |
|    | Australia (bandiera)      | A     | Jahce Novello        |
|    | Italia (bandiera)         | A     | Gabriele Perricci    |
|    | Italia (bandiera)         | A     | Christian Roseti     |

### Staff tecnico
Dal sito internet ufficiale della società.
- Antonio Buscè - Allenatore
- Francesco Nuti - Allenatore in seconda
- Daniele Zini - Collaboratore tecnico
- Diego Gemignani - Preparatore atletico
- Antonio Fischetti - Preparatore dei portieri
- Enrico Costabile - Medico sociale
- Fabio Lupo - Direttore Sportivo